# Liza Ortiz
Liza Ortiz est un des personnages principaux de la série télévisée Fear the Walking Dead. Elle est interprétée par Elizabeth Rodriguez et doublée en version française par Ethel Houbiers.

## Biographie fictive

### Saison 1
Elle se fait passer pour une infirmière pour pouvoir aider les autres. C'est la mère de Chris et l'ex-femme de Travis. Elle meurt dans le dernier épisode de la première saison car elle s'est fait mordre par un rôdeur dans la base militaire au cours d'un affrontement. Elle préfèrera demander à Madison puis à Travis de l'achever avant de se transformer.